# 米爾福德 (麻薩諸塞州普查規定居民點)
米爾福德（英語：Milford）是位於美國麻薩諸塞州烏斯特縣的一個普查規定居民點。

## 人口
根據2020年美國人口普查的數據，米爾福德的面積為26.91平方千米，當中陸地面積為26.30平方千米，而水域面積為0.61平方千米。當地共有人口26971人，而人口密度為每平方千米1,002.27人。